# Brutal Doom
『Brutal Doom』（ブルータルドゥーム）は、コンピュータゲーム『Doom』のゲームプレイMod。ブラジルのMod制作者のMarcos Abenante（通称：Sergeant_Mark_IV）によって制作された本Modはゲームプレイに多くの機能を追加する。このModは2010年から開発されており、引き続き新しいアップデートがリリースされている。最新バージョンはv21。 

## ゲームプレイ
本Modの内容はオリジナル版をさらに暴力的にしたものとなっており、ステルキルやヘッドショットだけでなく、『モータルコンバット』のフェイタリティのように相手にとどめを刺すことができる。同時に、主人公が死ぬ場面の暴力性も強化されている。
残酷表現とは別に、仲間のマリーン、戦車などの車両の操縦といった機能も追加されているほか、パーティクル・システムも改良されている。また、敵AIが刷新され、ほとんどの敵が新しい攻撃・行動をするようになった。 
加えて、本Modでは 火炎放射器やグレネードランチャーなどの新しく改良された銃だけでなく、デーモンのアンメイカーやレヴナントのミサイル、さらにはマンキュバスの火炎砲といった敵の武器を装備することもできる。武器の挙動も変更され、リコイルとアイアンサイトと共にほとんどの銃で完全に機能するリロードシステムが搭載されている。 

## 評価
このModはジョン・ロメロの称賛を受け、彼はid SoftwareがBrutal Doomの機能を備えたオリジナルのDoomをリリースしていたら、「ゲーム業界を破壊していた」と冗談交じりに語っている。 
Polygonのクリス・プランテは、本modを「吐き気がする」「ヒステリック」と呼んだ。Kotakuのアンドラス・ネルツは、本Modが「大物Modの一つになりつつある」と述べた。TechRadarは本Modを「これまでで最も近代化された壮観なDoomのMod」と称した。 
日本のフリーライター・BRZRKはファミ通の記事の中で、移動速度や着弾速度を速くした極端な例として本MODを挙げている。
AUTOMATONの Kenji Baba は、本Mod（V20）について、「敵の攻撃を避けつつも、敵に向けて弾丸を放つ」というFPSの要素を初めてかつ究極に突き詰めたゲームであるとし、敵を倒し続けるという行為に麻薬的な快感を与えた作品だと述べている。
Brutal Doomは、2012年にMod DBの「Mod of the Year」賞を受賞した。